# Perot
El Perot, Perotet o Perot el Negrot és un espantacriatures de la cultura popular del País Valencià, definit com “un homenet imaginari, de colzada o gnom” per Enric Valor.
En les rondalles d'Enric Valor apareix aquest ésser, que es considera com una mena de donyet, que habita dintre de la capsa màgica de les caterines.
En les Rondalles Gironines i Valencianes, es defineixen com personatges fantàstics, molt xicotets i vius, que es dediquen a fer pallassades davant la gent seriosa com si se'n burlessen. També sol utilitzar-se com mal nom per a persones de baixa estatura de caràcter extravertit i donat a fer pallassades.
Respecte a Perot el Negrot, s'utilitza per fer referència a un forçut llegendari que apareix a les rondalles de Xàbia, a la Marina Alta. Encara que el coneixien com "Perot", de mal nom l'anomenaven "el Negrot", ja que tenia una ulls, pell i cabells negres. Es deia que la seua força el permetia fer tots els treballs del camp en un tres i no res, a més era un golafre.